# Ambrosia (doce)
A ambrosia é uma sobremesa típica da culinária portuguesa, também muito popular na cozinha brasileira, principalmente nas regiões Sul e Sudeste.

## Ingredientes
A receita tradicional portuguesa levava basicamente açúcar, leite e ovos, abundantes na Península Ibérica. No Brasil, houve o acréscimo do suco de laranja, cravo-da-índia e canela em pau.

## História e origem
A ambrosia era o nome dado ao alimento dos deuses olímpicos, segundo a mitologia grega, capaz de lhes conferir a imortalidade. O fato de a ambrosia ibérica ser um doce ao mesmo muito simples e saboroso rendeu-lhe a alcunha de "manjar dos deuses". Chegou ao Brasil com os imigrantes açorianos, entre os séculos XVIII e XIX.

### Variações
Há ao menos quatro variações famosas do doce: espera-marido (feita sem grumos de ovos e com uma consistência mais cremosa), espera-esposa (versão com grumos e suco de laranja, mais adocicada), ambrosia de Araxá (em que o suco de laranja é substituído pelo suco de meio limão) e a ambrosia de Pelotas (à qual se adiciona uma colher de essência de baunilha).